# 川崎市立労働会館
川崎市立労働会館（かわさきしりつろうどうかいかん）は、川崎市川崎区にある文化施設・多目的ホールである。愛称は「サンピアン川崎」しかし同施設と川崎市教育文化会館の再編整備計画のため2023年3月31日で休館。

## 概要
762席の客席を有する多目的ホールがあり、川崎市内に現存する音楽ホールでは最古参となる。多目的ホールのほか、以下の施設がある。
- 会議室(5室)
- 特別会議室
- 研修室(3室)
- 交流室(6室)
- 茶室
- 華道和裁教室
- 音楽室
- 工芸教室
- 洋裁手芸室